# Nos chers voisins
Ne doit pas être confondu avec Mes chers voisins ou Nos pires voisins.
Presque adultes
Nos chers voisins est une série télévisée humoristique française quotidienne créée en 2012, réalisée par Stephan Kopecky, Gérard Pautonnier, Denis Thybaud, Pierre Leix-Cote et Emmanuel Rigaut et coproduite par Aubes Productions et Ango Productions. Elle fut tournée aux Studios Transpasets à Saint Ouen et diffusée du 4 juin 2012 au 17 juin 2017 à 20 h 40 sur TF1.
La série est ensuite rediffusée toujours sur TF1 jusqu'au 29 août 2020 puis depuis le 25 mars 2017 sur TMC et le 15 décembre 2017 sur TF1 Séries Films, depuis le 18 décembre 2017 sur TFX et du 10 mai 2018 au 28 août 2022 sur Série Club.
La série est disponible gratuitement sur TF1+ depuis le 14 février 2024

## Synopsis
Familles avec des enfants, célibataires, colocataires, fêtards, vieux ronchons… La vie et les relations de voisinage des habitants d'un immeuble situé au 28, rue de la Source 99181 Villeneuve, qui se croisent sur le palier, dans le hall, la cour ou bien encore dans l'ascenseur. 
Conflits familiaux, disputes entre voisins, fausses joies, coups de cochon, gaffes… telle est la vie quotidienne des habitants de cet immeuble.

## Programmation de la série
Initialement, TF1 proposait cette nouvelle série juste après le Journal de 20 heures, à la suite de la fin de la saison 1 de Après le 20h, c'est Canteloup. Du 13 août au 5 octobre 2012, la série est également diffusée
avant le Journal de 20 h, à 19 h 45. Du 8 octobre 2012 au 31 mai 2013, la série est diffusée uniquement à 19 h 45 pour laisser à 20 h 40 la place à la saison 2 de Après le 20h, c'est Canteloup.
Depuis le 3 juin 2013, à la suite de la fin de la saison 2 de Après le 20 h, c'est Canteloup, la série est à nouveau diffusée à 20 h 40 et retrouve son horaire de diffusion initial. Le lancement de la saison 3 de C'est Canteloup en octobre 2013 n'a pas provoqué de changement d'horaire au niveau de la diffusion de la série. La série reste diffusée à 20 h 40, en précédent C'est Canteloup.
Du 2 janvier 2016 au 2 avril 2016, la série prend un caractère hebdomadaire et est diffusée uniquement le samedi. Dès le 4 avril 2016, Nos chers voisins est à nouveau diffusée, comme c'était le cas au moment du lancement de la série, du lundi au samedi à 20 h 40.
À partir du 8 octobre 2016, à la suite du lancement de la saison 6 de C'est Canteloup, Nos chers voisins reprend un caractère hebdomadaire et est diffusée uniquement le samedi. Enfin, du 26 décembre 2016 au 5 janvier 2018, la série est déprogrammée le samedi, pour être diffusée du lundi au vendredi à 20 h 40, en précédent C'est Canteloup.
En juin 2017, les acteurs Joy Esther et Jean-Baptiste Shelmerdine annoncent que la production de la série a décidé d'arrêter les tournages de nouveaux inédits. TF1 continuera de diffuser les épisodes inédits déjà tournés mais non-diffusés, avant l'arrêt définitif de la série , le dimanche à 11 h sur TF1 ainsi qu’à partir du 4 juillet 2017.

## Personnages

### Les résidents

#### 4eétage
- Famille Varenko :
  - Joy Esther : Chloé Varenko, 25 ans, juriste (saisons 1-5).

Joy Esther  interprète Chloé Varenko

- Les « colocs » :
  - Jean-Baptiste Shelmerdine : Alexandre « Alex » Volange, 23 ans, faux étudiant en droit, et à qui il manque visiblement des neurones (saisons 1-5) ;
  - Issa Doumbia : Issa Leguennec, 23 ans, étudiant en sociologie, et à qui il manque aussi des neurones. Comme Alex, il tente plusieurs fois de séduire Chloé, et se prend toujours des râteaux (saisons 1-5).

Jean-Baptiste Shelmerdine  interprète Alexandre « Alex » Volange
Issa Doumbia  interprète Issa Leguennec

- Famille Dubreuil :
  - Claudine Acs : Solange Dubreuil dite « Madame Dubreuil », 85 ans, retraitée et veuve (saisons 1-5).

#### 3eétage
- Famille Dubernet-Carton :
  - Christelle Reboul : Amélie Dubernet-Carton, mère au foyer (saisons 1-5) ;
  - Thierry Samitier : Aymeric Dubernet-Carton, son mari, no 2 dans une banque (saisons 1-5) ;
  - Julien Frison : Jacques-Étienne Dubernet-Carton, l'aîné des enfants, étudiant en école de commerce (saisons 1-5) ;
  - Jean-Charles Deval : Pierre-Antoine Dubernet-Carton le cadet de la famille (saisons 1-5) ;
  - Pauline Chappey : Ludivine Dubernet-Carton, la plus grande des filles (saison 1) ;
  - Damien Ferdel : Jean-Eudes Dubernet-Carton le plus petit des garçons (saisons 1-5) ;
  - Lévanah Solomon : Marie-Camille Dubernet-Carton, la benjamine, 6 ans (saisons 1-5) ;
  - Choupi : caniche de la famille (saisons 1-5).

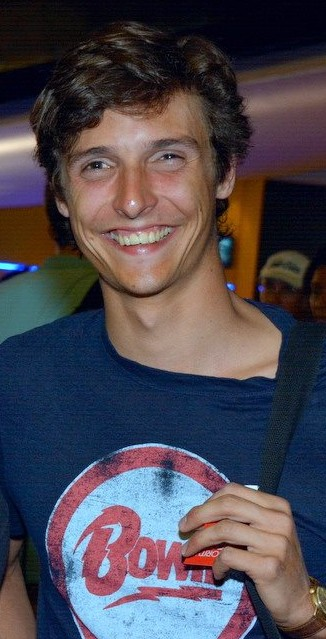
Julien Frison  interprète Jacques-Étienne Dubernet-Carton

- Famille Becker-Stuck :
  - Isabelle Vitari : Karine Becker, la mère de famille, travaillant dans une agence de voyages (saisons 1-5) ;
  - Gil Alma : Alain Stuck, son petit ami, barman (saisons 1-5) ;
  - Raphaël Boshart : Léo Becker, fils de Karine, 17 ans (saisons 1-5) ;
  - Talina Boyaci : Fleur Becker, fille de Karine, 14 ans (saisons 1-5).

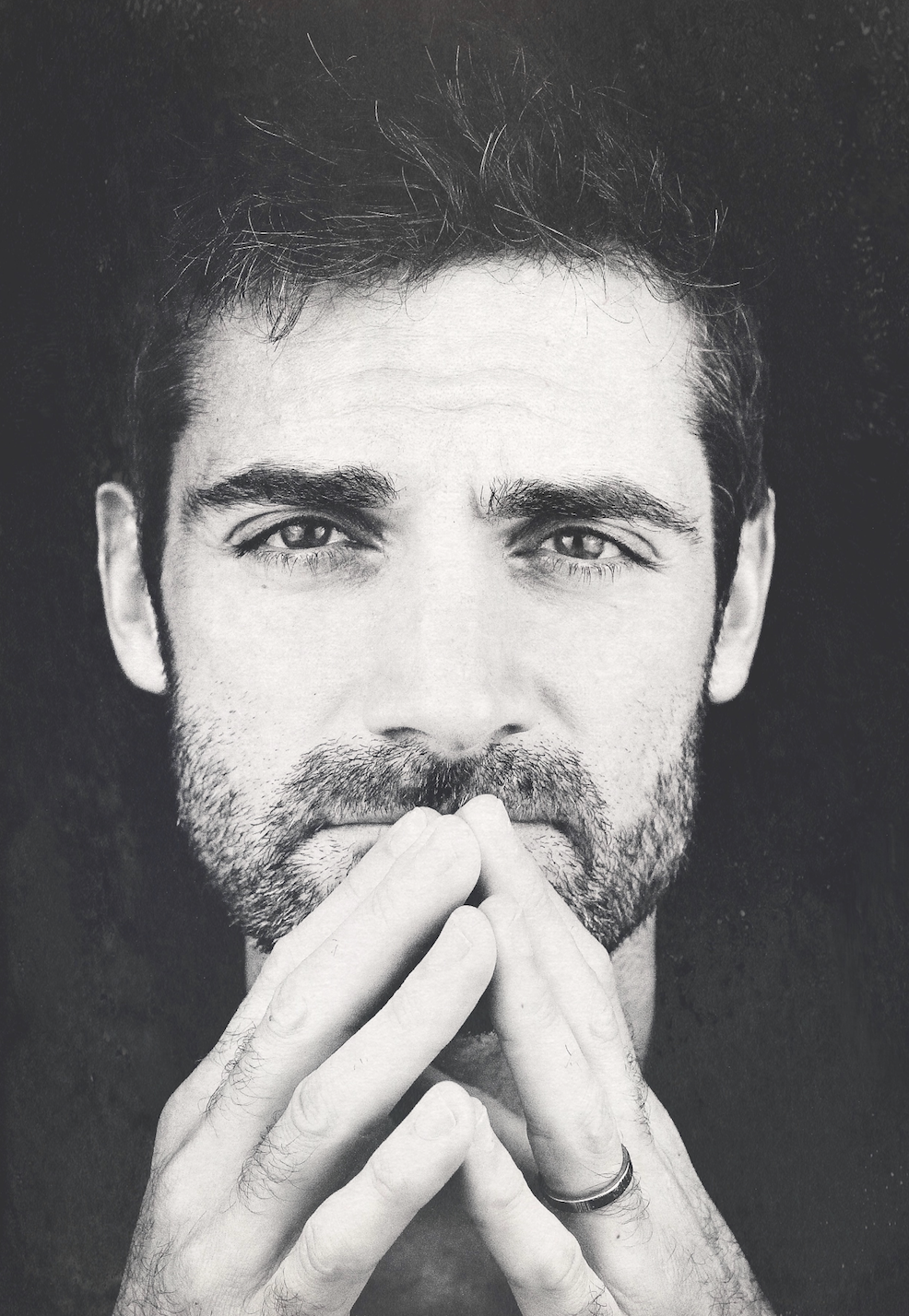
Gil Alma  interprète Alain Stuck

- Famille Lambert :
  - Martin Lamotte : Jean-Pierre Lambert dit « Monsieur Lambert », cheminot retraité de la SNCF (saisons 1-5).

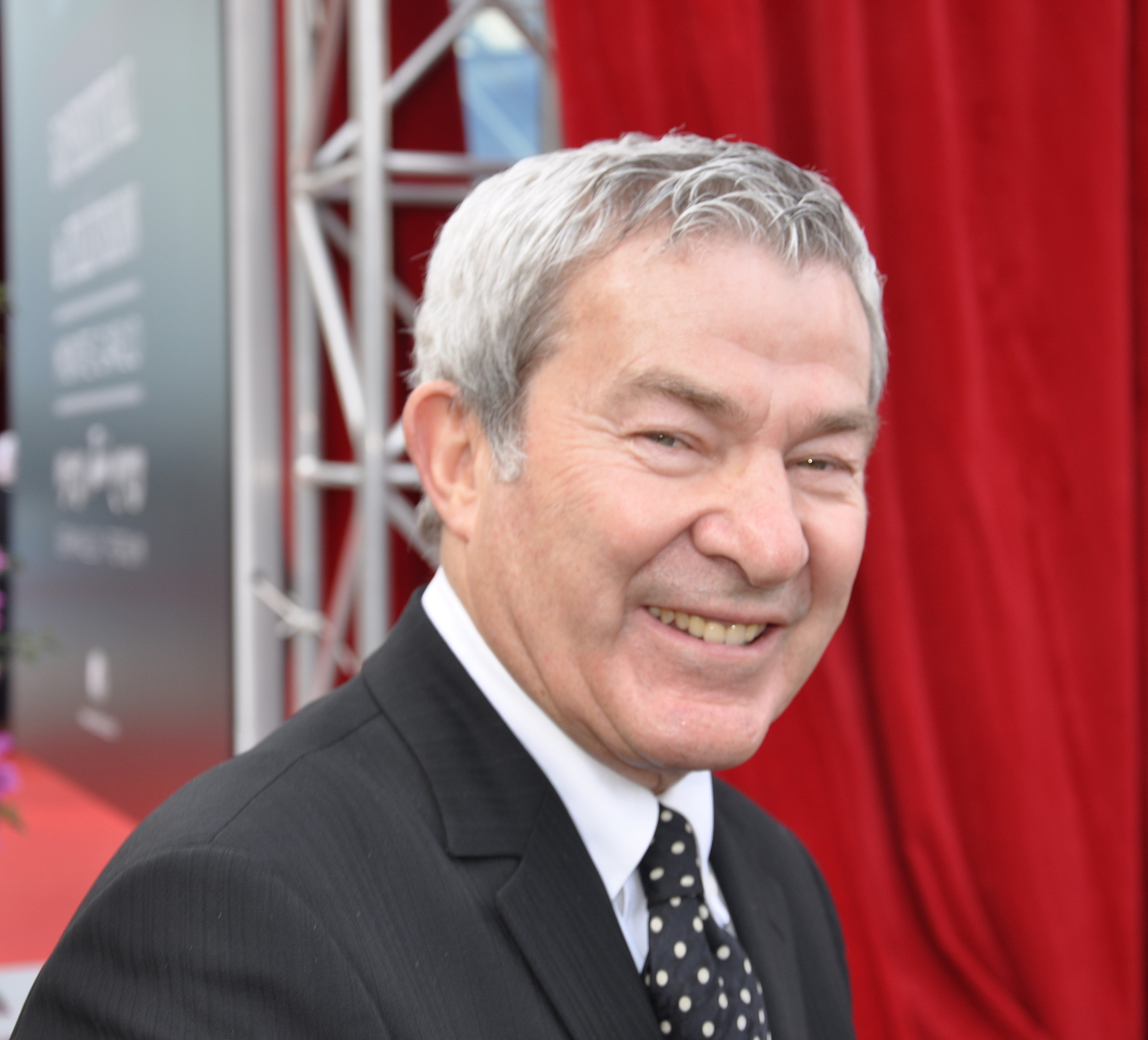
Martin Lamotte  interprète Jean-Pierre Lambert dit « Monsieur Lambert »

#### 2eétage
- Famille Rousseau :
  - Paul Besson : Maxime Rousseau, ingénieur mécanique quantique (saisons 3-5) ;
  - Marie Facundo : Agathe Rousseau, vendeuse de vêtements écolos (saisons 3-5).

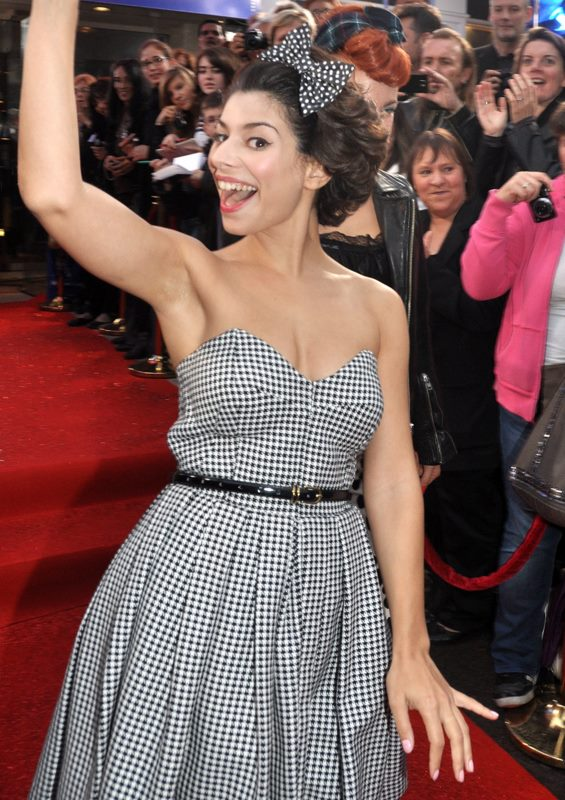
Marie Facundo  interprète Agathe Rousseau

#### Rez-de-chaussée
- Cabinet médical :
  - Amaury de Crayencour : Dr Grégory C. Derek, médecin généraliste[3] (saisons 2-5) ;
  - Dr Pauline Bouvet, chirurgien-dentiste[3] (n'apparaît pas) ;
  - Isabelle Melica, sage-femme[3] (n'apparaît pas) ;
  - Dr Nicolas Doyon, psychiatre[3] (n'apparaît pas).

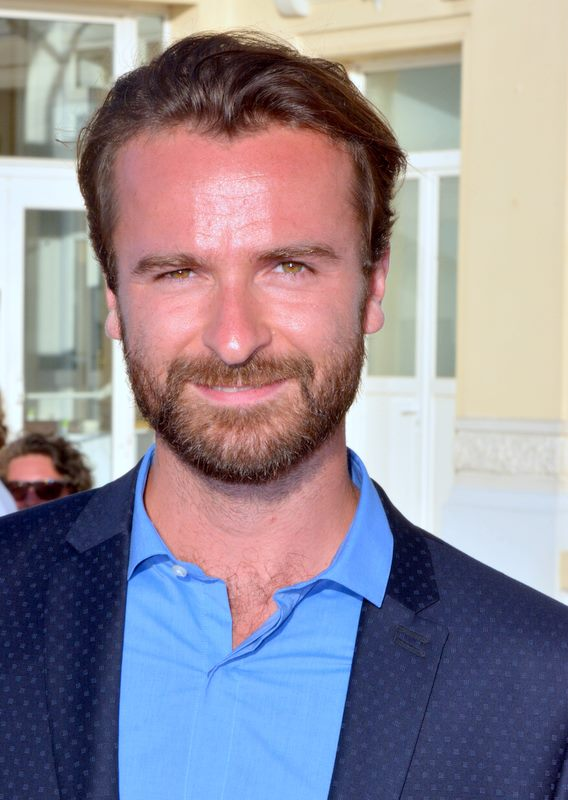
Amaury de Crayencour  interprète Dr Grégory C. Derek

### Les non-résidents
- Michèle Garcia : Chantal Jombier, propriétaire de l'appartement des colocs et de celui de Chloé (saisons 2-5).
- Daniel-Jean Colloredo : Didier Jombier, le mari de Chantal Jombier (saisons 2-5).
- Pétronille Moss : Mme Monique Ménardot, la femme de ménage de l'immeuble (récurrente saisons 2-5).

### Personnages secondaires
- Fabien Ara : un livreur désespérément en attente d'un pourboire d'Aymeric.
- Jean-Louis Barcelona : un manifestant pour le service minimum à la SNCF, viré de l'immeuble par Lambert.
- Kenza Farah : une policière venue "à l'aide" de Marie-Camille, car Issa ne voulait pas qu'elle regarde la finale de Danse avec les stars.
- Sébastien Giray : un petit ami de Chloé qui bronze entièrement nu à côté d'Issa et Alex et qui devient un petit ami plus régulier dans la saison suivante.
- Jean Kinsella : un des prétendants de Chloé auquel Alex raconte des mensonges pour le faire fuir.
- Raphaël Mezrahi : Benjamin Pinot, un flirt d'Amélie au collège, qui prend Amélie pour la mère de cette dernière.
- Yoann Moëss : Patrick Baldouche, ami de Jacques-Étienne, il est un ancien petit ami de Chloé, qui s'est rendu compte de son homosexualité après une nuit avec elle.
- Flavie Péan : Marie-Sixtine, une jeune femme de la paroisse des Dubernet-Carton, nymphomane selon Amélie.
- Jérémie Poppe : un des nombreux petits amis de Chloé.
- Bruno Ricci : un curé qu'Alain prend pour un installateur de fenêtres.
- Anaïs Parello : Capucine, la copine de Pierre-Antoine.
- Hélie Chomiac : Le chef pompier.
- Grégory Questel : un prétendant de Chloé à qui Jean-Eudes fait croire que Chloé est sa mère.
- Alexandre Varga : le cousin d'Alex.
- Florian Hessique : le fils de Jean-Pierre Lambert.

## Présentation des personnages

### Les Becker-Stuck
- Karine Becker :

À 35 ans, Karine vit avec son fils de 17 ans, Léo, et sa fille de 14 ans, Fleur, nés d'un précédent mariage, et son nouveau compagnon, Alain Stuck. Elle travaille dans une petite agence de voyages. Jolie, gaffeuse, désorganisée, susceptible et toujours débordée, elle jongle entre ses problèmes de couple, de travail, d'enfants et de poids... Plutôt laxiste avec son fils, elle ne supporte pas les remarques sur ses méthodes d'éducation. Karine est une très mauvaise cuisinière. Incapable de cuisiner le moindre plat correctement, et inconsciente de ses incapacités dans ce domaine, elle va jusqu'à cuisiner des plats infaisables, voire inexistants. Ses enfants et Alain tentent tant bien que mal d'échapper à ses repas. Les Dubernet-Carton, conscients de son manque de pratique, anticipent divers moyens lorsqu'ils sont invités à dîner, pour éviter de manger ses plats sans que cela puisse se voir. 
Très amoureuse d'Alain, elle forme avec lui un couple complice et drôle, même s'ils se disputent régulièrement sur des sujets anodins.
Karine est plutôt avenante avec ses voisins. Bien qu'elle n'ait aucun point commun avec Amélie Dubernet-Carton, elles entretiennent des relations cordiales. Karine s’amuse du côté coincé d'Aymeric. En revanche, elle évite Jean-Pierre Lambert qu'elle trouve trop bavard. Elle tutoie les colocs du 4e étage et se désespère qu'ils la vouvoient, lui rappelant qu'elle est plus âgée. Elle est un peu jalouse de la beauté, de la jeunesse et du côté working girl de Chloé.
- Alain Stuck :

Plutôt charmant, ce serveur dans l'hôtellerie a cependant une vision assez machiste de la vie. Légèrement misogyne et égocentrique, il est persuadé de faire preuve d'autorité chez lui mais est complètement manipulé par son beau-fils et sa compagne, Karine, qu'il aime passionnément. Il pense mériter l'admiration des femmes en général, et de Karine et de ses voisines en particulier. Alain a souvent de grandes théories sur la vie mais maîtrise assez mal l'art de l'argumentation. Sympathique, bon vivant et tolérant, il adore les gens et faire la fête. Son plus gros problème : la cuisine immonde de Karine... et sa belle-mère ! Il déteste également Choupie, le chien des Dubernet-Carton, qu'il adore martyriser, ou lui parler de façon moqueur sur le pas de leur porte, quitte à se faire surprendre par ces derniers... Si ce n'est pas par sa compagne, Karine.
Il n'a aucun problème relationnel avec ses voisins ; seule Amélie reste pour lui un mystère. Il est, en revanche, très complice avec Aymeric et, solidarité masculine oblige, il échafaude souvent des plans pour qu'ils puissent échapper à leurs obligations familiales ensemble. Il est persuadé d'être de la même génération que les colocs et pense que Chloé n'est pas insensible à son charme. Amusé par le caractère de Jean-Pierre Lambert, il n'hésite pas à lui signifier quand il se lasse de ses commérages.
- Léo Becker :

À 17 ans, Léo est à l'opposé de sa sœur Fleur : très sportif, il est mauvais en cours. De 2 ans son aîné, il est d'ailleurs dans la même classe qu'elle. Après la séparation de ses parents, Léo a décidé de s'installer chez sa mère, plus cool et laxiste que son père. Très autonome, il est totalement livré à lui-même. Malgré son apparente assurance, le garçon ne rêve que d'une chose : avoir une famille normale. Il est ami avec Pierre-Antoine Dubernet-Carton, son voisin.
- Fleur Becker :

À 14 ans, Fleur frise la perfection ! Elle défend le bio, toutes les causes animales et humanitaires. Bonne élève, travailleuse et concentrée, elle se montre souvent plus mûre que sa mère et son beau-père.
Fleur est souvent agacée par sa mère qui aimerait que sa fille ait un mode de vie similaire aux jeunes de son âge (avoir un petit ami, chagrin d'amour, fuguer en pleine nuit, se rebeller...), mais Fleur n'est pas ainsi.
Fleur a choisi de s'installer chez son père après le divorce de ses parents car elle a besoin d'un cadre strict pour s'épanouir. Elle vient d'ailleurs rarement chez sa mère, ne supportant pas le bazar qui règne dans l'appartement.

### Les Dubernet-Carton
- Amélie Dubernet-Carton :

Femme au foyer traditionnelle, coincée et dévouée à sa famille, Amélie se montre charitable et à l'écoute des autres mais n'a aucun humour, quitte à tout prendre au premier degré.  
Elle aime son époux, le premier et le seul homme de sa vie.  Il arrive de lui reprocher son comportement, que ça soit pour sa couardise ou son avarice, mais sans jamais aller au-delà. Elle peut avoir un petit côté hystérique si tout ne se déroule pas comme elle l'a prévu et a tendance à toujours vouloir proposer un petit verre à ses hôtes... Histoire de s'en servir un elle-même ! 
Amélie est très catholique et fait souvent référence au Seigneur.
Amélie est également cordiale avec tout le monde, prête à rendre service et à dispenser ses bons conseils. Elle espère surtout aider Karine à devenir une bonne mère et a bon espoir d'y arriver. Lorsque son mari et elle sont invités chez leurs voisins d'en face, les Becker, elle anticipe toujours un moyen pour que tous deux ne mangent pas les repas immondes de Karine sans que ceci ne se voit.
Elle trouve Alain assez rustre et parfois grossier. Depuis le départ de son fils aîné en pension, elle fait un transfert sur les colocataires qui ont à peu près son âge et aimerait les remettre dans le droit chemin. Par charité, elle se montre patiente avec Jean-Pierre mais a du mal à le supporter.
- Aymeric Dubernet-Carton :

Couard, peureux et très près de ses sous, Aymeric fuit les conflits pour être sûr de ne pas se retrouver dans une situation difficile où il aurait à se battre. Quand il peut arnaquer quelqu'un, il n'hésite pas, même avec ses enfants. Il fait des efforts pour surmonter une libido à fleur de peau et est adepte des calembours et des mauvais jeux de mots. Travaillant dans une agence bancaire, il tente régulièrement d'inviter son patron à dîner, espérant, un jour, d'obtenir le poste de Directeur Adjoint, voire lui succéder.
Il est extrêmement radin, au point que ceci n'est un secret pour aucun habitants de l'immeuble, encore moins pour ses enfants qui seront les premiers à en subir. Il arrive qu'Amélie puisse le lui reprocher mais sans jamais aller au-delà.
Généralement, il devient radin envers ses enfants lorsque sa femme est absente.
Il ne supporte pas le violon de son fils Jean-Eudes (pas plus que ses voisins Alain et Jean-Pierre) mais ne peut pas l'avouer et élabore des plans pour l'empêcher d'en jouer. Passionné de scoutisme, il est responsable d'un groupe de jeunes scouts. Aymeric tente désespérément d'échapper aux repas organisés par sa belle-mère. Aymeric, en homme obséquieux et lâche, se montre toujours en accord avec tout le monde. Chloé le trouble, il aime bien Karine et est ami avec Alain. Tous deux partagent la passion du foot, la haine du violon de Jean-Eudes et de leur belle-mère, le ras-le-bol du bricolage et des ordres de leurs femmes respectives. Aymeric peut cependant le trahir ou tenter de trouver un moyen pour le faire lâchement accuser d'un sujet qu'il aurait dû assumer lui-même. Craignant Jean-Pierre, il se laisse souvent enfermer dans des conversations sans fin. Toutefois, il sait s'entendre avec lui lorsqu'il s'agit de trouver divers moyens pour faire diminuer les factures d'eau, de gaz et d'électricité. Son avarice en est notamment la raison.
- Jacques-Etienne Dubernet-Carton :

L'aîné de 18 ans de la famille Dubernet-Carton est toute la semaine en pension dans une classe préparatoire en province. Homosexuel, il n'arrive pas à faire son coming-out auprès de ses parents, qui sont les seuls dans l'immeuble à ne pas s'être aperçu de son homosexualité. Il tentera parfois de le leur faire savoir en vain ou de le leur cacher. Ceci laisserait comprendre que ces derniers pourrait mal réagir à cette "nouvelle". Il est très attiré par Alain qui le repousse tant bien que mal. Il est le meilleur ami de Chloé Varenko. Il est également attiré par le docteur Derek, au point de se retrouver souvent en compétition avec Chloé qui est également amoureuse de celui-ci.
- Pierre-Antoine Dubernet-Carton :

Ami avec Léo, Pierre-Antoine est, à 16 ans, en conflit ouvert avec ses parents. Il fait du piano mais rêve de commencer la guitare électrique dans un groupe de rock, si possible avec Léo. Il pratique aussi le tennis.
- Ludivine Dubernet-Carton (saison 1) :

Ludivine joue de la flûte traversière, met des jupes plissées et fait semblant d'obéir aux ordres pour ne pas entrer en conflit direct avec sa mère. Mais en réalité, elle a les défauts typiques d'une adolescente de 14 ans : excessive, égocentrique, superficielle, menteuse et manipulatrice ! Dès qu'elle en a l'occasion, elle sort, sèche les cours, drague les garçons, se maquille et retire ses collants opaques. Elle a un petit faible pour son voisin Léo Becker.
Le personnage n'apparaît seulement que dans la saison 1 et n'est pas repris par la suite dans la série dû au départ de l'actrice.
- Jean-Eudes Dubernet-Carton :

Joueur de violon, intellectuel et très cultivé, Jean-Eudes est prêt à dénoncer n'importe qui pour se faire bien voir de ses parents. Mais il est également prêt à les dénoncer contre un peu d'argent ! À seulement 12 ans, il est très complice avec Jean-Pierre. Notamment en raison de ses chantages contre les voisins.
Malgré son jeune âge, il est amoureux de Chloé et utilise diverses méthodes pour le lui montrer, quitte à être en concurrence avec Alex et se faire échouer l'un à l'autre leurs méthodes de séduction.
- Marie-Camille Dubernet-Carton :

Âgée de 6 ans, la petite dernière de la famille. Elle joue de la harpe, dit toujours la vérité et tout ce qu'elle pense... provoquant quelques situations embarrassantes ! Notamment lorsque ses parents ont été indiscrets en sa présence ou après lui avoir donné une fausse explication ou réponse sur un sujet délicat ou embarrassant pour son âge. Elle peut être également espiègle et peut parfois se montrer complice avec M. Lambert lorsqu'elle souhaite obtenir quelque chose de ses parents.
- Choupie :

La chienne des Dubernet-Carton, un peu trop bruyante selon les résidents de l'immeuble. Alain adore s'en prendre à Choupie qu'il déteste. Il arrive parfois, que Jean-Pierre utilise des méthodes fortement osées pour reprocher à Aymeric les excréments laissés par Choupie dans la cour de l'immeuble, si ce n'est pas ailleurs.

### Les Colocs
- Issa Leguennec :

A 23 ans, Issa a déjà triplé sa troisième année en sociologie à la fac. Angoissé et hypocondriaque, il est geek et toujours puceau. Extrêmement gentil, il adore le contact humain mais ne maîtrise pas les codes de la communication et de la séduction. Très direct, il tient des propos parfois totalement déplacés mais toujours avec beaucoup de candeur. Il rêve de pouvoir séduire Chloé mais doit souvent laisser la place à Alex, son colocataire, dont il admire l'assurance et face auquel il a conscience de ne pas avoir beaucoup de chance. Il lui arrive d'avoir un rendez-vous avec une fille qui, au dernier moment, n'aura jamais lieu, ou qui restera sans suite en raison du stress et de la maladresse de ce dernier.
Issa joue aussi du biniou et a des origines bretonnes comme le suggère son nom de famille.
- Alexandre Vollange :

Archétype du "beau gosse flemmard" qui se prend pour le nombril du monde, Alex a toujours des projets en cours mais ne fait jamais rien. Il a d'ailleurs arrêté ses études de droit sans le dire à ses parents, qui continuent à donner de l'argent à leur futur avocat de fils, et travaille de temps en temps pour arrondir ses fins de mois. Souvent de mauvaise foi, il n'hésite pas à profiter des autres pour améliorer son quotidien mais a cependant une bonne énergie et de l'humour, est sympathique et drôle, et aime la vie. Très attiré par Chloé, il ne comprend pas que ce ne soit pas réciproque et élabore des plans pour la séduire... Sans succès pour le moment. Toutefois, certains détails peuvent laisser penser qu'Alex ne lui déplaît pas pour autant. Notamment lorsque celui-ci s'intéresse à une autre fille (Les expressions ou les réactions de Chloé pouvant représenter de la jalousie ou de la frustration), ou encore lorsqu'elle le corrige corporellement après l'avoir surpris en train d'utiliser une méthode pour arnaquer quelqu'un ou après avoir compris que celui-ci tente une façon osée pour la séduire lorsqu'un détail ou que l'arrivée de dernier instant d'un voisin le trahi et fait retourner les choses contre lui ; notamment par son colocataire Issa. Il peut également se trahir lui-même dans ses idées. Concernant Chloé, il lui arrive également d'être en concurrence avec Jean-Eudes qui, malgré son jeune âge, est également amoureux de Chloé. Ils vont jusqu'à se faire échouer, l'un à l'autre, leurs méthodes de séduction. Cette concurrence aura de moins en moins lieu au fil des saisons, lorsque Jean-Eudes grandira. Les deux colocs aiment Karine et Alain, un peu comme des oncles et tantes, mais cela agace ces derniers qui se considèrent du même âge. En revanche, Amélie et Aymeric seraient plutôt dans la catégorie "parents", voire "grands-parents". De tous les locataires, ils sont sûrement les plus sympathiques avec Jean-Pierre, malgré les nombreux moments où ils ont affaire à lui. Notamment pour les fêtes nocturnes avec Issa que pour son immaturité, dont le fait d'uriner dans les plantes que celui-ci fait pousser dans la cour de l'immeuble. Avec Issa, il aura souvent affaire à Monsieur et Madame Jombier, les propriétaires de la plupart des appartements dont le leur, car ces derniers ont plusieurs mois de retard de paiement de leur loyer et doivent trouver divers moyens pour ne pas se faire expulser. Ils tentent souvent de les éviter, mais sans succès. Dans la majorité du temps, Alex, seul, sera souvent confronté à Madame Jombier, et pour cause.

### Famille Varenko
- Chloé Varenko :

Cette magnifique jeune femme célibataire de 25 ans est juriste dans une grande entreprise. Brillante et cultivée, elle souffre d'un complexe de supériorité. Elle s'amuse à manipuler tous les hommes de l'immeuble et spécialement les deux colocs qui vivent sur le même palier qu'elle. Elle se déplace en scooter, ne se sépare jamais de son iPhone 4S, et pratique le Kickboxing. Chloé ignore Jean-Pierre, tout simplement parce qu'il ne l'intéresse pas. Elle aimerait discuter avec Karine, mais pense ne rien avoir en commun avec elle, se sentant beaucoup plus jeune, jolie et branchée qu'elle ! Quant à Amélie, Chloé s'amuse à la choquer ou à se servir d'elle pour se débarrasser d'une tâche qui lui aura été confiée. (Notamment le fait de garder un bébé). Elle rejette systématiquement les tentatives de rapprochement des deux colocs qui frapperont souvent à sa porte pour tenter divers moyens de la séduire, mais aime bien Aymeric et Alain, s'amusant des efforts qu'ils font pour l'impressionner.
Elle est follement amoureuse du Docteur Derek, bien que celui-ci ne semble pas sensible à ses charmes. Elle tentera de multiples méthodes pour le séduire, parfois en concurrence avec Jacques-Étienne, mais en vain.

### Jean-Pierre Lambert
Jean-Pierre Lambert est un retraité sexagénaire de la SNCF. Il est collant, mielleux, lubrique et magouilleur, mais aussi touchant, drôle et d'une profonde tendresse envers les enfants. Espionnant constamment l'immeuble et se mêlant de tout, il connaît (ou invente) des commérages sur tous. A priori, il a été marié mais n'en parle jamais. Sa mère lui apporte toutes les semaines des petits plats à base de morue qu'il déteste. Ancien cheminot, il dit avoir parcouru le monde et tente désespérément de raconter ses histoires à ceux qui croisent son chemin. En fait, Jean-Pierre se sent seul et a besoin de compagnie, mais tout le monde le fuit.
Jean-Pierre considère son jeune voisin Jean-Eudes Dubernet-Carton comme son fils spirituel, mais n'aime pas tellement les colocs et Chloé. Il apprécie la rigueur d'Amélie et arrive assez bien à manipuler Aymeric en le menaçant ou en l'amadouant. Il aimerait être ami avec Alain mais n'a aucune prise sur lui, et est persuadé, à tort, que Karine l'aime bien.
Il a un fils qui apparaît dans la saison 2.
Jean-Pierre utilise souvent la complicité de ses voisins, notamment celle des Stuck-Becker et des Dubernet-Carton pour dissuader divers visiteurs d'acheter l'appartement situé à leur étage. Jean-Pierre profite d'Aymeric, notamment dû à son côté radin, pour proposer divers moyens aux habitants pour empêcher l'élèvement des factures sur la consommation de l'eau, du gaz et de l'électricité.

### Les Jombier
- M. Didier et Mme Chantal Jombier (à partir de la saison 2) :

Didier et Chantal Jombier sont un couple de bourgeois propriétaire d'une grande partie des appartements de l'immeuble, en particulier, ceux de Chloé, des Colocs, des Rousseau et de Solange Dubreuil. Fascinés par le luxe, ils sont obsédés par le "standing" qu'il faut donner à l'immeuble et sont prêts à manipuler tout le monde y compris les enfants qu'ils détestent par-dessus tout.
Ils sont également très portés sur la pratique du SM et élaborent de nombreux plans pour récupérer l'argent que les colocs leurs doivent ; ou pour faire partir Madame Dubreuil de son appartement, afin de le récupérer.

### Docteur Derek
- Grégory Derek (à partir de la saison 2) :

Jeune, beau, intelligent et charismatique, le docteur Derek est un véritable tombeur aux yeux de ses patientes et des femmes de l'immeuble, en particulier Chloé qui est prête à toutes les manigances pour l'attirer dans son lit. Celui-ci en est de plus en plus désespéré, mais peut parfois se servir des sentiments que cette dernière lui éprouve pour ses intérêts médicaux.
Un brin manipulateur et assez infidèle au serment d'Hippocrate (bien qu'il ne supporte pas qu'on lui en fasse la remarque), il n'hésite pas à jouer de son statut pour obtenir ce qu'il veut.
Alain vient régulièrement le voir pour lui demander un traitement quelconque afin de pouvoir manger sans mal la cuisine immonde de Karine sans ressentir le goût, ni en tomber malade.
Lorsque Aymeric l'appelle pour que celui-ci vienne soigner l'un de ses enfants, il l'attend toujours sur le pas de la porte, pas pour l'accueillir d'une façon particulière, mais pour tenter de faire diminuer le prix des soins voire les rendre gratuits. Le docteur Derek lui reprochera souvent de ne pas avoir payé un seul rendez-vous médical.

### Les Rousseau
- Maxime Rousseau (à partir de la saison 3) :

Maxime est ingénieur en mécanique quantique. Il a beau savoir résoudre les équations les plus complexes, en ce qui concerne les relations humaines, c’est plutôt 1 + 1 = 0. Son truc ? Les sciences, la physique, et, bien sûr, Agathe, sa jolie femme dont il est éperdument amoureux. Pour elle, il irait jusqu’à décrocher la lune… Il faut dire qu’avec ce petit génie de la formule, rien n’est vraiment impossible. Au sein de la résidence, son comportement singulier suscite des réactions bien différentes chez les colocs. Pour Monsieur Lambert, c’est un fou. Pour Alain c’est un voisin sympathique, avec lequel il partage quelques grands moments de sport. Et Maxime, comment perçoit-il la vie dans l’immeuble ? Il aime la fantaisie exacerbée des résidents, dont il se nourrit pour apprendre à se sociabiliser. Mais ce qu’il préfère avant tout, ce sont les petits conseils coquins de ses charmantes voisines, Karine et Chloé.
- Agathe Rousseau (à partir de la saison 3) :

Avec ses tuniques colorées, ses foulards dans les cheveux et ses breloques aux poignets, Agathe Rousseau ne passe pas inaperçue ! Originale et spirituelle, poilante et sociable, cette baba cool végétarienne, qui carbure aux produits bio, est tout l’opposé de son mari. Joyeuse et positive, elle est toujours de bon conseil pour les habitants de l’immeuble. Elle tutoie presque tous les habitants de l'immeuble.
Une réunion à organiser, un service à rendre, une crème de beauté à recommander… Impossible n’est pas Agathe ! Mais ne vous avisez pas de vous disputer avec elle. La jeune mariée est aussi sans tabous.

### Personnages récurrents
- Mme Solange Dubreuil :

Une vieille dame veuve et retraitée de 85 ans qui vit au 4e étage. Douce et un peu sénile, elle est très souvent victime des manigances des habitants de l'immeuble, en particulier des colocs qui s'amusent à l'escroquer ou Aymeric, lorsqu'il s'agit de son avarice. D'ailleurs, les Jombier sont prêts à tout pour la faire partir de l'immeuble, afin de récupérer son appartement. Malgré cela, les voisins l'apprécient et sont généralement bienveillants envers elle.
- Mme Monique Ménardot (à partir de la saison 2) :

La femme de ménage de l'immeuble qui met un point d'honneur à faire le ménage et qui voit d'un très mauvais œil la saleté des colocs.
- Le facteur (à partir de la saison 2) :

Personnage qui apparaît de temps en temps et qui se dispute souvent avec Aymeric lorsque ce dernier tente de fuir les factures ou les impôts qu'il lui apporte.
- Rémi :

Un petit garçon qui adore tourmenter Alain et Aymeric, il habite avec sa mère de presque trois mètres de haut.

## Épisodes

### Saison 1 (2012-2013)
La saison 1, qui compte 188 épisodes, fut diffusée du 4 juin 2012 au 31 mai 2013. L'audience moyenne fut de 6 758 000 téléspectateurs[réf. nécessaire]. Le tournage de la Saison 1 a commencé à la mi-mai 2012.

### Saison 2 (2013-2014)
Le tournage de la saison 2, qui compte 242 épisodes, a commencé début mars 2013. Sa diffusion a duré du 3 juin 2013 jusqu'au 11 juillet 2014.

### Saison 3 (2014-2015)
Le tournage de la troisième saison, qui compte 164 épisodes, a commencé en Février 2014. Sa diffusion a débuté le 1er septembre 2014 et s'est terminée le 29 mai 2015[réf. nécessaire].
Le 23 mai 2015, une nouvelle famille s'installera dans l'immeuble au deuxième étage, Agathe et Maxime, deux jeunes mariés.

### Saison 4 (2015-2016)
Le tournage de la saison 4, qui compte 133 épisodes, a commencé le 1er juin 2015 et s'est achevé le 27 mai 2016.

### Saison 5 (2016-2017)
Le tournage de la saison 5, qui compte 100 épisodes, a commencé à la fin mai 2016. Elle est diffusée en 2017. 

## Incohérence du scénario
- Au fil des épisodes, nous apprenons que le logement occupé par les colocs est la propriété de Monsieur et Madame Jombier. Or, dans un précédent épisode, l'appartement appartenait à une autre propriétaire. On la voit partir en pleurant, désespérée de voir son appartement dégradé par Alex et Issa.

- Le père de Léo et Fleur, ex-mari de Karine est appelé Philippe lors de l'émission spéciale de "Fête l'été", il apparaîtra dans "Un noël presque parfait" sous le nom de Guillaume.

- Lors d'un épisode de la série, les Dubernet-Carton reprochent aux colocs d'avoir inondé leur appartement alors que leurs logements respectifs ne communiquent pas, ils ne sont pas du même côté du palier et ne peuvent pas être leurs voisins du dessus.

- L'âge des personnages varie de temps en temps, le meilleur exemple sont les enfants des Dubernet-Carton. Lors d'un épisode où les Jombiers questionnent Amélie sur ses enfants, celle-ci indique que l'âge de ces cinq enfants est : 20 ans, 17 ans, 15 ans,12 ans et 6 ans mais cela est impossible car Jacques-Etienne, Pierre-Antoine, Ludivine, Jean-Eudes et Marie-Camille ont respectivement : 18 ans, 16 ans, 14 ans, 12 ans et 6 ans. De même, dans Nos chers voisins, une année givrée où il est révélé que leurs enfants ont 4 ans d'écart entre eux. Ou bien pour Chloé, 29 ans au début de la série, son âge passe à 25 dans certains épisodes.

- La date de naissance des cinq enfants des Dubernet-Carton est régulièrement évoquée dans la série par les habitants de l'immeuble, mais également par leurs propres parents qui donnent souvent des versions différentes de ces dates.

- L'immeuble comporterait 8 étages. Malgré tout, l'ascenseur censé relier tous les étages ne va que jusqu'au 5e.

- Le personnage de Ludivine Dubernet-carton, troisième enfant de la famille n'apparaît plus à partir de la saison 2. Il arrivera dans les prochaines saisons qu'Aymeric et Amélie se trompent sur le nombre de leurs enfants n'en citant que 4 au lieu de 5 enfants. Cela est peut-être dû à la disparition du personnage qui continue de temps en temps à être mentionné sans pour autant réapparaître dans la série.

- Nous avons également vu des rôles interprétés par deux personnes différentes, souvent un acteur peu connu et une célébrité lors des primes : la mère de Karine, le patron d'Aymeric sont dans ce cas.

## Émissions spéciales

### Nos chers voisins fêtent Noël
Le 28 décembre 2012, TF1 diffuse en deuxième partie de soirée une émission spéciale qui réunit 3 199 000 téléspectateurs soit 25 % du public. Cette émission propose un florilège d'extraits de la quotidienne mais aussi des sketchs inédits. Plusieurs personnalités participent à certains sketchs :
- Nikos Aliagas : le patron de Karine ;
- Denis Brogniart : le facteur ;
- Virginie Hocq : Edwige, la sœur d'Amélie ;
- Laurent Ournac : Fred, ancien colocataire d'Issa ;
- Jean-Luc Reichmann : Monsieur Brochant, le nouveau voisin ;
- Firmine Richard : Lucie, la marraine d'Issa ;
- Titoff : Thomas, le frère de Karine et petit ami éphémère de Chloé, pompier.

### Nos chers voisins fêtent l'été
Le 28 juin 2013, TF1 diffuse, cette fois en première partie de soirée, une seconde émission spéciale en rassemblant 27,2 % de parts de marché avec 5 936 000 téléspectateurs. De nouvelles personnalités participent à certains sketchs :
- Philippe Bas : Arnaud Béranger, le maire de la ville ;
- Alain Bernard : le cousin de Chloé, personnage solitaire, redouté de tous surtout à cause de son bouledogue ;
- Philippe Candeloro : un commercial naïf ;
- Philippe Chevallier : un homme d'entretien apathique, à cheval sur les horaires ;
- Vanessa Demouy : Claire, la sœur d'Aymeric ;
- Évelyne Dhéliat : la mère d'Alex ;
- Marc-Emmanuel Dufour : un artisan ;
- Danièle Évenou : la mère de Karine ;
- Fauve Hautot : une livreuse de pizzas qui va devenir un flirt éphémère d'Issa ;
- Anthony Kavanagh : Lucien Rimanard, un ancien adjudant-chef de l’armée de terre, reconverti dans une société d’assainissement ;
- Vincent Lagaf' : un technicien indiscret ;
- Estelle Lefébure : Tiffany, une coiffeuse à domicile ;
- Laëtitia Milot : Constance, la cousine d'Alex ;
- Jean-Pierre Pernaut : Jeannot, ex-collègue de M. Lambert ;
- M. Pokora : Antoine, l'assistant de Karine ;
- Sonia Rolland : Sabrina, la grande sœur d'Issa ;
- Élie Semoun : Ludovic Frantini, un représentant de commerce, victime de la ruse des voisins ;
- Victoria Silvstedt : Kelly, la nouvelle compagne de Philippe, l'ex-mari de Karine

### Avis de tempête
Pour les articles homonymes, voir Avis de tempête (homonymie).
Le 16 décembre 2013, TF1 diffuse en première partie de soirée une troisième émission spéciale intitulée Nos chers voisins : Avis de tempête. Diffusée pour la première fois le lundi soir à 20 h 50 en première partie de soirée, la série arrive seconde des audiences en ressemblant 17,5 % de parts de marché avec 4 437 000 téléspectateurs. De nouvelles personnalités sont invitées le temps d'un sketch :
- Natacha Amal : Catherine, une amie de la paroisse d'Amélie, avec laquelle elle fait un concours de perfection[9] ;
- Roselyne Bachelot : Fabienne, une cousine d'Aymeric ;
- Jean-Marie Bigard : Serge, un preneur d'otages très nerveux et très désorganisé ;
- Casimir : dans son propre rôle ;
- Bernard Farcy : Jean-Claude, le père d'Alain ;
- Zoé Félix : Pauline, une des ex-petites amies d'Alain ;
- Jean-Pierre Foucault : M. Schneider, le patron d'Aymeric[10] ;
- Jean-Marc Généreux : Johnny, le coach de foot et de baby-foot d'Alain ;
- Francis Huster : Francis Huster, le coéquipier de foot d'Alain ;
- Michel Jonasz : le père d'Alex ;
- Arthur Jugnot : le père Raphaël, qui s'avère être un faux curé et un petit-ami de Jacques-Étienne Dubernet-Carton ;
- La Fouine : un squatteur philosophe ;
- Francis Lalanne : un artiste-peintre ;
- Lio : Céline, une conquête Internet de M. Lambert ;
- Lucie Lucas : Adeline, la baby-sitter (un peu spéciale) des Dubernet-Carton ;
- Laure Manaudou : Élisa, une recenseuse peu efficace ;
- Sandrine Quétier : une livreuse, reine de l'arnaque.

### La fête des voisins
Le 30 mai 2014, TF1 diffuse en première partie de soirée une quatrième émission spéciale intitulée Nos chers voisins : Fête des voisins. Ce nouvel épisode diffusé un vendredi est regardé par 4 630 000 téléspectateurs et 21,8 % de parts de marché. De nouvelles personnalités sont invitées le temps d'un sketch, :
- Philippe Bas : Arnaud Béranger, le maire de la ville, nouvel amant de Chloé ;
- Black M : Puceron, un livreur de pizza qui veut devenir rugbyman professionnel ;
- Christophe Beaugrand : le chef de chantier des Jombier ;
- Frédérique Bel : Sophie, la sœur d'Amélie, danseuse légère dans un cabaret ;
- Stéphane Bern : Christophe, le manager du centre d'hébergement de luxe pour chiens et chats ;
- Louis Bodin : un inspecteur des impôts qui piège Mme Jombier ;
- Dounia Coesens : Laurène, une intellectuelle, amie de Chloé ;
- Karine Ferri : Élisabeth Garcia, une cliente qui en veut à Aymeric ;
- Jean-Pascal Lacoste : père Jean-Benoît, le nouveau prêtre, assez peu conventionnel, de la paroisse d'Amélie ;
- Amanda Lear : Armella, la tante d'Alain, dresseuse dans un cirque ;
- Jean-Luc Lemoine : Victor Behu, un employé des pompes funèbres poète ;
- Olympe : Michel Henri, stagiaire d'Aymeric qui se fait passer pour un décorateur d'intérieur auprès des Jombier ;
- Laurent Ournac : Fred, un ancien colocataire d'Issa ;
- Anne Roumanoff : Florence, une ancienne copine d'Aymeric au temps des scouts et infirmière éphémère du docteur Derek ;
- Titoff : Thomas, le frère de Karine, pompier devenu homosexuel.

### Nos chers voisins fêtent le foot
Le 4 juillet 2014, TF1 diffuse en première partie de soirée une cinquième émission spéciale sous le titre de Nos chers voisins fêtent le foot. Entre la diffusion de deux matchs de football, la série a rassemblé 5 866 000 téléspectateurs pour 26,1 % de parts de marché. De nouvelles personnalités seront invitées le temps d'un sketch :
- Luis Fernandez : un policier ;
- Frank Lebœuf : Fifi, meilleur ami d'Alain, policier ;
- Pierre Ménès : un ami entraîneur d'Alain qui souhaite louer un appartement ;
- Laëtitia Milot : Constance, la cousine maligne d'Alex.

### Un Noël presque parfait
Le 26 décembre 2014, TF1 diffuse en première partie de soirée une sixième émission spéciale qui a pour titre Nos chers voisins : Un Noël presque parfait. La série a rassemblé 4 899 000 téléspectateurs pour 21,7 % de parts de marché. De nouvelles personnalités sont invitées le temps d'un sketch :
- Brahim Asloum : Jean-Philippe, alias Tahar Ben Jaffar, un ami d'Alex, roi de l'embrouille autoproclamé qui se fait passer pour un prince saoudien auprès de Madame Jombier.
- Philippe Bas : Arnaud Béranger, le maire de la ville ;
- Ingrid Chauvin : Hélène, une femme dont le mari a eu une aventure avec Chloé et ex-petite amie du docteur Derek ;
- Michel Cordes : Nono, un joueur d'orgue de barbarie un peu bruyant ;
- Raphaël Ferret : un policier qui va aider Karine à sa façon pour rattraper le voleur de son portable ;
- Élodie Frégé : Héloïse, la sœur de Chloé, séductrice professionnelle ;
- Joyce Jonathan : Émilie Vercouse, une jeune hypocondriaque qui ne va pas laisser Issa indifférent ;
- Adriana Karembeu : Jennifer, une amie de Chloé qui fait croire à Alex qu'elle est enceinte de lui ;
- Chrystelle Labaude : Madame Letaque, la proviseure de l'école de Marie-Camille ;
- Enrico Macias : Monsieur Roland, un client d'Alain, cambrioleur un peu loser ;
- Florent Manaudou : un petit ami de Chloé un peu trop collant ;
- Ambroise Michel : un ancien prisonnier, quelque peu dragueur ;
- Tal : Sarah, la cousine d'Issa, chanteuse d'un groupe ;
- Sylvie Tellier : Nadège, une amie de Karine qui ne s'intéresse pas aux hommes de plus de 25 ans ;
- François Vincentelli : Guillaume, l'ex-mari de Karine, père de Léo et Fleur, aussi immature qu'Alain ;
- Zaho : Janet, la nièce franche et charismatique de Didier Jombier.

### Nos chers voisins fêtent les vacances
Une nouvelle émission spéciale est diffusée le 22 août 2015,.TF1 diffuse en première partie de soirée une septième émission spéciale qui a pour titre Nos chers voisins fêtent les vacances. Outre les acteurs habituels de la série, les nouvelles personnalités suivantes apparaissent dans certains sketchs de cette émission:
- Alizée : Anna, une baby-sitter pour Amélie qui arrive à se faire obéir d'Alex ;
- Jean Benguigui : Kévin, un bourreau des cœurs de la rue de la Source, et ex de Karine et Chloé;
- Jackie Berroyer : Christian, le meilleur ami de Jean-Pierre, l'ex de Chantal Jombier ;
- Patrick Bouchitey : Gérard Varenko, le père de Chloé ;
- Shirley Bousquet : Annabelle, une amie de Chloé dont le docteur Derek est amoureux ;
- Dany Brillant : Cochon Sauvage, un scout Corse, ami d'Aymeric ;
- Camille Cerf : dans son propre rôle ;
- Frédéric Chau : Martin, l'ex de Karine qui essaie de se faire de l'argent avec les affaires de Karine;
- Marius Colucci : Simon, un ami d'Alex qui a besoin de conseils sur la paternité ;
- Laura Flessel : Alexandra, une démarcheuse humanitaire de choc à qui Alain refourgue tous les plats de Karine ;
- Michel Galabru : Raymond, un ami démineur de Jean-Pierre, mis à la retraite de force ;
- Véronique Genest : Madame Lanet, la proviseure de Léo et Pierre-Antoine, aussi connue sous le nom de Maîtresse Diane dans les soirées libertines ;
- Catherine Jacob : Sylvie, la cousine de Jean-Pierre qui s'est fait voler l'héritage de leur grand-mère par Jean-Pierre ;
- Manu Levy : un employé de La Poste qui livre un recommandé à Amélie en prenant Amélie pour la bonne de Chloé ;
- Élisa Tovati : Marjorie, la cousine de Chloé qui va se marier ;
- Arnaud Tsamere : père Guy, un curé non conventionnel auprès de Pierre-Antoine.

L'émission a rassemblé 3 055 000 téléspectateurs, pour 17,5 % de parts de marché.

### Nos chers voisins fêtent la nouvelle année
Le 25 décembre 2015, TF1 diffuse en première partie de soirée une huitième émission spéciale qui a pour titre Nos chers voisins fêtent la nouvelle année. De nouvelles personnalités sont invitées le temps d'un sketch :
- Alexandre Brasseur : Jean-François, un grand copain d'Alain, qui ne laisse pas Karine insensible ;
- Vincent Cerutti : Knut Öliven, le coach en développement personnel de Karine ;
- Éva Darlan : Petula, la tante de Karine, adepte du feng-shui ;
- Frédéric Diefenthal : Georges Delalande, un incorrigible dragueur qui fait craquer Amélie et Madame Dubreuil ;
- Baptiste Giabiconi : Enzo, l'ancien partenaire de tennis d'Alex ;
- Claude Gensac : la grand-mère du docteur Derek, avec qui ce dernier se montre très possessif ;
- Gwendoline Hamon : Katie, une conquête de Jean-Pierre et ancienne cliente de Karine dont elle se débarrasse car elle croit qu'elle a rendez-vous avec Alain ;
- La Fouine : Jay, le complice d'arnaque d'Alex qui le fait passer pour un garde et pour un mentaliste ;
- Guy Marchand : Philippe, un ami gentleman de Jean-Pierre, qui drague Chloé ;
- Nelson Monfort : un réparateur d'ascenseur qui joue avec les nerfs d'Aymeric et Alain ;
- Francis Perrin : Franck Berthier, le rival professionnel d'Aymeric à la banque ;
- Claudia Tagbo : la directrice de l'attribution des bourses de la fac d'Issa, qui vient le piéger car il ne vient plus en cours ;
- Marthe Villalonga : Laurence Valard, une policière qui ne supporte pas vraiment le bruit dans l'immeuble ;
- Brahim Zaibat : un petit ami de Chloé ultra-collant, dont elle va se débarrasser en prétendant avoir déjà fait 50 demandes en mariage.

L'émission a rassemblé 3 696 000 téléspectateurs, pour 19,1 % de parts de marché.

### L'été sera chaud
Le vendredi 19 août 2016 en première partie de soirée, TF1 diffuse la neuvième émission spéciale de Nos Chers Voisins qui a pour titre L'été sera chaud.
L'émission a rassemblé 2 651 000 téléspectateurs, pour 14,7 % de parts de marché.

### Nos chers voisins, une année givrée
Le 30 décembre 2016, TF1 diffuse en première partie de soirée une dixième émission spéciale qui a pour titre Nos chers voisins, une année givrée. Des personnalités ayant déjà joué dans un prime sont de retour pour cette soirée :
- Frédérique Bel : Sophie, la sœur d'Amélie ;
- Louis Bodin : Luc Molinart, l'inspecteur des impôts qui vient piéger Aymeric ;
- Zoé Félix : Pauline, l'ex d'Alain ;
- Karine Ferri : une conquête d'Alex qui prend Issa pour le propriétaire de son appartement.

Cette émission a attiré 3 561 000 de téléspectateurs pour une part de marché de 16,3 % sur les 4 ans et plus.

### Nos chers voisins au ski
Le 27 janvier 2017, TF1 diffuse en première partie de soirée une onzième émission spéciale qui a pour titre Nos chers voisins au ski. Pour la toute première fois, les habitants de 28, rue de la Source quittent leurs appartements et partent à la montagne. Une nouvelle fois, de nouvelles personnalités sont invitées le temps d'un sketch :
- Andy Raconte : Cécile, la cousine d'Alex ;
- Jean-Louis Barcelona : le cousin de Chloé ;
- Rayane Bensetti : François Derek, le frère du docteur, vétérinaire ;
- Amel Bent : Daphné, la nièce de Jean-Pierre ;
- Michèle Bernier : Gabrielle, la nouvelle petite amie de Jean-Pierre, autoritaire et extrêmement jalouse ;
- Priscilla Betti : Anaïs, l'aide-soignante de Chloé et Issa ;
- Guillaume Cramoisan : Manu, le cousin d'Alain ;
- Olivier Dion : Un petit ami de Chloé qui fait beaucoup de bruit dans l'immeuble en rentrant bourré ;
- Rebecca Hampton : Une employée de zoo à qui Karine fait appel pour « calmer » Alain ;
- Aurélie Konaté : Clémence, la nouvelle copine de Guillaume, l'ex-mari de Karine ;
- André Manoukian : François, un ami de Jean-Pierre qui n'a jamais connu de râteau avec les femmes ;
- Chris Marques : Jim, le petit-fils de Mme Dubreuil handicapé, qui fait du bruit en marchant ;
- MB14 : Paul, le neveu de Jean-Pierre et un ami des colocs qui aide Issa à se détendre ;
- Soprano : Francis Garrot, un représentant des assurances étudiantes ;
- Anouar Toubali : Fred, l'agent de location de voitures ;

Cette émission a attiré 3 621 000 de téléspectateurs pour une part de marché de 14,7 % sur les 4 ans et plus.

## Diffusion internationale
La série est également diffusée dans six autres pays.
| Pays de diffusion | Chaînes            | Titre sous lequel la série est diffusée |
| ----------------- | ------------------ | --------------------------------------- |
| Belgique          | AB3, La Une et TF1 | Nos chers voisins                       |
| Brésil            | Globolsat          |                                         |
| Finlande          | Yle TV2            | Kerrostaloelämää                        |
| Italie            | Rai 2              |                                         |
| Québec            | TV5                | Nos chers voisins                       |
| Slovénie          | Planet TV          | Dragi sosedje                           |

## Produits dérivés

### DVD
Des compilations d'épisodes de la série quotidienne ou d’émissions spéciales ont été commercialisées en DVD vidéo :
- Le DVD Nos chers voisins - Saison 1 (4 DVD) regroupe les 78 premiers épisodes de la série. Il est sorti le 15 mai 2013.
- Le DVD Nos chers voisins fêtent Noël est sorti le 3 décembre 2013. Il s'agit de l'émission spéciale diffusée en seconde partie de soirée en décembre 2012 avec de nombreux invités.
- Le DVD Nos chers voisins - Saison 2 (4 DVD) regroupe 100 épisodes. Il est sorti le 1er octobre 2014.
- Le DVD Nos chers voisins - un noël presque parfait. Le DVD de l'émission spéciale diffusée en décembre 2014.

### Bande dessinée
Les éditions Jungle publient depuis octobre 2013 une adaptation de la série avec des gags originaux, sur des scénarios de Zoïc et des dessins de Fich.